# Emperador Ku
Kù (xinès tradicional: 嚳, xinès simplificat: 喾), o Dì Kù (xinès tradicional: 帝嚳, xinès simplificat: 帝喾), també conegut com a Gāoxīn Shì (xinès: 高辛氏), va ser un emperador de la Xina mític durant el període dels tres augustos i cinc emperadors. Ell fou el fill de Jiăo Jí (蟜極/蟜极), el net de Shăohào (少昊) i el besnet de Huáng-dì (黃帝/黄帝), l'Emperador Groc. D'acord amb dates especulatives (de després del 100 aEC, calculades per Liu Xin) se li suposa d'haver regnat del 2436 fins al 2366 aEC, però altres dates són també esmentades.
| Emperador Ku Tres augustos i cinc emperadors |                                                |                  |
| Títols de regnat                             |                                                |                  |
| Precedit per: Zhuanxu                        | Emperador de la Xina c. 2436 aEC – c. 2366 aEC | Succeït per: Zhi |